# Vuelo 8971 de South Airlines
El 13 de febrero de 2013, a las 18:09 hora de Kiev, un avión  ucraniano Antonov An-24 de South Airlines efectuaba un vuelo chárter YG 8971 cuando se estrelló en Donetsk, Ucrania, con cinco muertes confirmadas.

## Accidente
Tras un vuelo de cabotaje en Ucrania desde Odesa a Donetsk el avión se salió de la pista de aterrizaje tras realizar una toma dura en el aeropuerto de Donetsk.  A 13 de febrero de 2013 se había confirmado el fallecimiento de cinco personas, mientras que la búsqueda de un pasajero permanecía en marcha. Tras la toma el avión comenzó a arder, sin embargo la mayoría de ocupantes salieron del avión porque fueron capaces de evacuar la aeronave a través de un agujero en la parte izquierda del fuselaje. Algunos testigos del accidente afirmaron que el avión trataba de aterrizar en una densa niebla y había tomado en terreno blando entre la pista principal y la calle de rodadura, otros testigos afirmaron que el avión aterrizó antes de llegar a la pista, en terreno blando. Según la documentación de vuelo a bordo viajaban 36 pasajeros y 7 tripulantes; Pero había varios pasajeros no registrados haciendo que el total de personas a bordo fuese de 52.

Los 44 pasajeros eran aficionados al fútbol que se dirigían al partido entre el Shakhtar Donetsk y el Borussia Dortmund. Este partido se inició con un minuto de silencio en memoria de los fallecidos.
El avión había sido construido en 1973.

## Investigación
El detective del óblast de Donetsk Volodymyr Vyshynsky es el encargado de la investigación que fue abierta al día siguiente del accidente. El 14 de febrero de 2013 los investigadores tomaron en consideración el error del piloto, el fallo del equipamiento de ayudas en tierra y las pésimas condiciones meteorológicas como causas posibles. El piloto del avión culpó al mal tiempo del accidente; mientras que el operador del avión, South Airlines, afirmó que el avión estaba en buen estado y el piloto no debería haber aterrizado con la niebla presente y debería haberse desviado a otro aeropuerto. Un pasajero mencionó "fallo de motores durante el aterrizaje".